# Thanks for Your Love
Pour plus de détails, voir Fiche technique et Distribution.
Thanks for Your Love (1/2次同床, ½ Chi tung chong) est une comédie romantique hongkongaise réalisée par Daniel Yu et Norman Law et sortie en 1996 à Hong Kong.
Elle totalise 3 591 840 HK$ de recettes au box-office.

## Synopsis
Wah (Andy Lau) a une nature romantique sans tabou et est très optimiste. Il aime aussi les motos mais est victime d'un accident de la route qui endommage une entreprise de la société pour laquelle il travaille et il est licencié. Lam-lam (Rosamund Kwan) est démodée et conservatrice. Elle veut se marier avec son petit ami Michael (Michael Tao (en)), mais elle réagit de manière excessive et devient violente en cas d'intimité avec un homme. À cause de cela, Michael a rompu avec elle. Un jour, Wah rencontre Lam-lam lors d'une réception de sa compagnie. Ayant perdu son petit ami, Lam-lam est déterminée à le séduire. Utilisant de l'alcool pour renforcer son courage, elle utilise tous ses talents et Wah finit par tomber amoureux d'elle.

## Fiche technique
- Titre original : 1/2次同床
- Titre international : Thanks for Your Love
- Réalisation : Daniel Yu et Norman Law
- Scénario : Jeffrey Lau et Lee Chi-yin
- Photographie : William Yim et Lau Hung-chuen
- Montage : Hai Kit-wai et Poon Hung
- Musique : Henry Lai Wan-man (en)
- Production : Norman Law et David Lai
- Société de production : Teamwork Motion Pictures
- Société de distribution : Teamwork Motion Pictures
- Pays d'origine :  Hong Kong
- Langue originale : cantonais
- Format : couleur
- Genre : comédie romantique
- Durée : 94 minutes
- Dates de sortie :
  - Hong Kong : 27 septembre 1996
  - Corée du Sud : 8 mai 1999

## Distribution
- Andy Lau : Wah
- Rosamund Kwan : Lam-lam
- Deannie Yip : la mère de Lam-lam
- Michael Tao (en) : Michael
- Anita Lee : la nouvelle petite amie de Michael
- Kong Ngai (en) : le père de Lam-lam
- Kung Suet-fa : la petite amie de Ben
- Maria Cordero (caméo)
- Sheila Chin (en) : Nancy
- Kingdom Yuen (en) : le manager de Lam-lam
- Michael Lam (en) : l'homme gay dans la rue (caméo)
- Kwan Hoi-san : Oncle Crevette
- Lee Heung-kam (en) : Sœur Kam
- Power Chan (en)
- Radium Cheung
- Wong Po-mei
- Cha Chuen-yee : le patron de Wah
- Nelson Cheung : le thérapiste
- Wong Chi-keung
- Daniel Yu
- Hau Woon-ling
- Lee Wai-wah
- Leung San
- Ching Wan
- Ma Wai-ling